# Keramikkünstlerhaus Neumünster

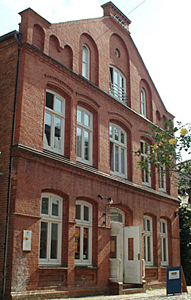
Keramikkünstlerhaus, Blick vom Fürsthof

Das Keramikkünstlerhaus Neumünster (bis 2022 Stadttöpferei Neumünster) ist ein Künstlerhaus in Neumünster in Schleswig-Holstein, das seit 1987 Arbeits- und Aufenthaltsstipendien für herausragende internationale Absolventen aus dem Bereich künstlerische Keramik vergibt. Das Keramikkünstlerhaus befindet sich im Fürsthof, einer kleinen Straße im historischen Stadtzentrum Neumünsters. Erbaut wurde das dreistöckige Backsteingebäude um 1900.

## Artist in Residence
In den Jahren 1986 bis 2012 vergab die Dr. Hans Hoch Stiftung jeweils ein zwei- bis dreijähriges Wohn- und Arbeitsstipendium an einzelne Künstler oder ein Künstlerpaar.
Seit dem Jahr 2013 präsentiert sich das Künstlerhaus mit neuem Konzept. Unter der Überschrift „Ceramic Artist in Residence“ sind in den Arbeits-, Wohn- und Ausstellungsräumen zehn junge, internationale Keramikkünstler jeweils für einen Monat im Jahr zu Gast. Besuchern können die Gastkünstler im offenen Atelier des Keramikkünstlerhauses sowie bei Präsentationen, Workshops und Interventionen kennenlernen.
Die Artist-in-Residence-Stipendien werden jährlich ausgeschrieben; Bewerbungen kommen aus der ganzen Welt. Eine Fachjury entscheidet über die Vergabe der zehn Stipendienplätze. Von 2013 bis 2020 war Danijela Pivašević-Tenner Künstlerische Leiterin der Dr. Hans Hoch Stiftung im Keramikkünstlerhaus Neumünster, Initiatorin des Förderprogramms “Ceramic Artist Exchange – Tandem” und der internationalen Keramiksymposien. 2021 hat die Künstlerin Katja Jaroschewski die Künstlerische Leitung des Künstlerhauses und des „Ceramic Artist Exchange – Programms“ übernommen.

## Einrichtung
Träger der Einrichtung ist die Dr. Hans Hoch Stiftung. Seit 2007 beteiligt sich auch die Stiftung der Sparkasse Südholstein an der Förderung. Weitere Förderer sind die Wohnungsbau GmbH Neumünster und die Stadt Neumünster. Die Kulturstiftung des Landes Schleswig-Holstein förderte das Künstlerhaus von 2013 bis 2016.
Im Erdgeschoss des Keramikkünstlerhauses befindet sich ein Ausstellungsraum sowie eine Werkstatt mit einem Gas- und Elektrobrennofen. Im ersten Stock ist die Stipendiatenwohnung untergebracht.

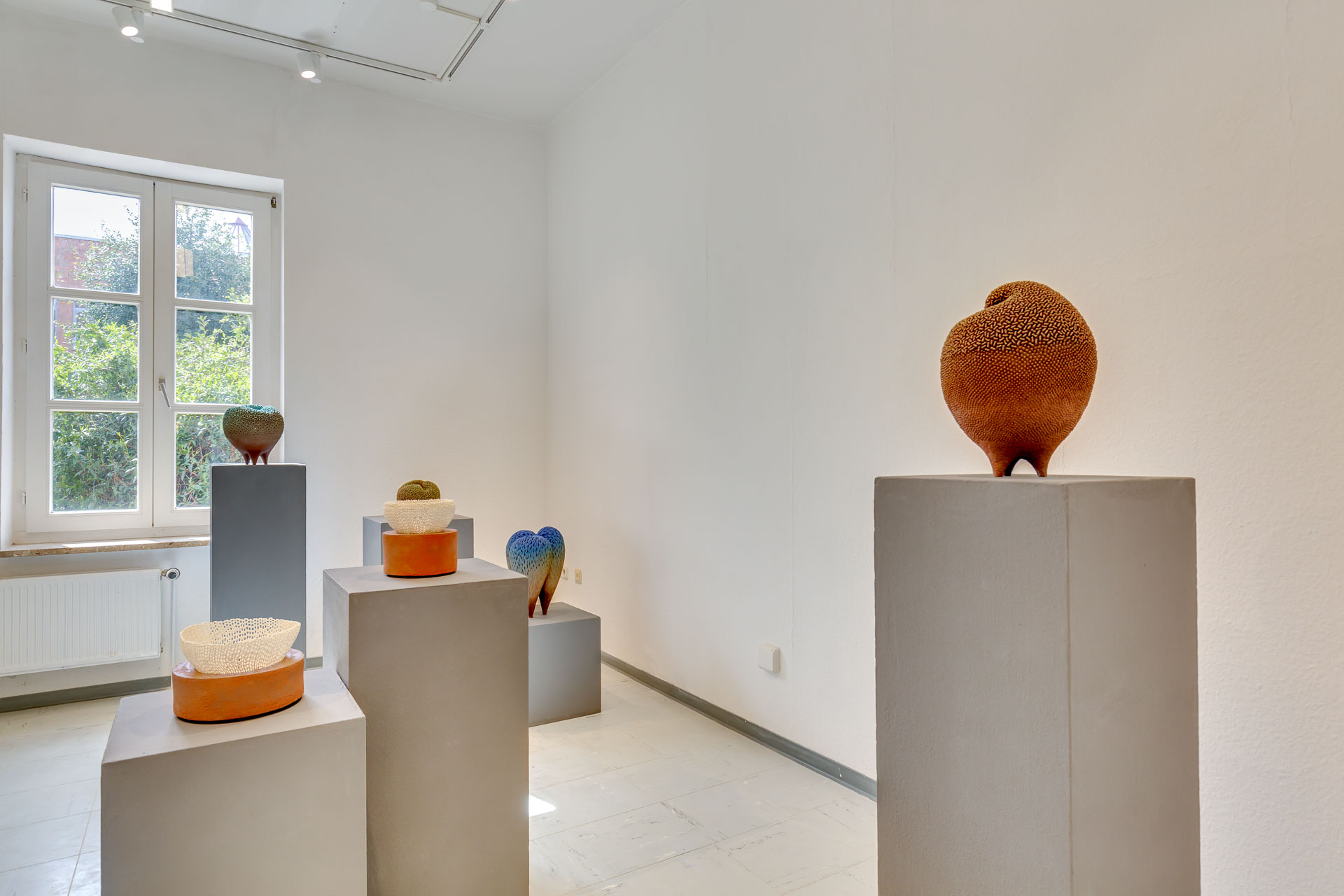
Galerie Keramikkünstlerhaus Neumünster (Arbeiten von Hanna Miadzvedzeva)

## Stiftung

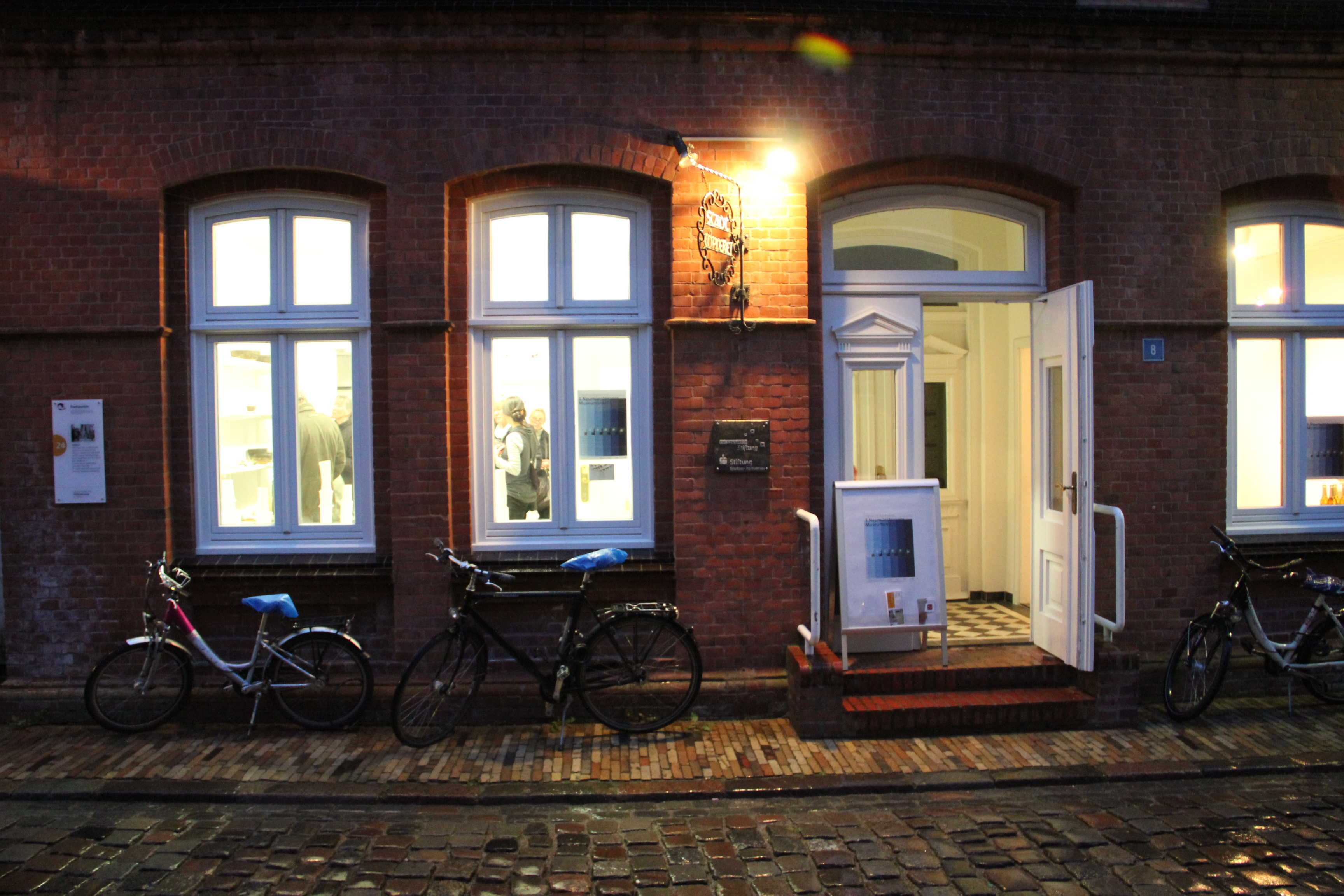
KULToURNACHT in Neumünster

1981 verstarb der Neumünsteraner Geschäftsmann Dr. Hans Hoch. Den größten Teil seines Vermögens vertraute er seiner Heimatstadt Neumünster an. Testamentarisch verfügte er, dass sein Vermächtnis in eine nach ihm benannte Stiftung übergehen soll, deren Überschüsse zur Förderung junger Künstler sowie zur Unterstützung wirtschaftlich bedürftiger Personen, insbesondere in Einrichtungen der Altenhilfe und des Wohlfahrtswesens, zu verwenden sind. 1987 wurde die Dr. Hans Hoch Stiftung gegründet, die das Keramikkünstlerhaus Neumünster unterhält. Sie wurde von Johannes Gebhardt, dem damaligen Leiter des Studiengangs Keramik an der Fachhochschule Kiel (heute Muthesius Kunsthochschule), beraten. Für das Wohn- und Arbeitsstipendium können sich Absolventen von Kunsthochschulen und Keramikfachschulen bewerben, deren Abschluss bei der Bewerbung nicht länger als drei Jahre zurückliegt.

## Stipendiaten
| Name | Zeitraum  |
| --- | --------- |
| Srinia Chouwdhury (Indien), Hanna Miadzvedzeva (Weißrussland), Dineke Oosting (Niederlande), Chanakarn Semachai (Thailand), Rafi Münz (Israel), Marie Salcedo Horn (Deutschland), Lucia Bachner (Deutschland), Zoriana Kozak (Ukraine)                                                                                  | 2022      |
| Viktória Maróti (Ungarn), Janina Myronova (Polen) | 2021      |
| Jantje Almstedt (Deutschland), Tanja Lažetić (Slowenien) | 2020      |
| Verónica Anahí Córdoba (Argentinien), Sukhdev Rathod (Indien), Badaruddin Reyaz (Indien), Pinar Baklan (Türkei), Joon He Kim (Kanada), Sun Ae Kim (Großbritannien), Karima Duchamp (Frankreich), Lotte Schlör (Deutschland), Daniela Trinkl (Österreich)                                                                | 2019      |
| Eva Pelechová (Tschechien), Randolph Capelle (Deutschland/Großbritannien), Jungeun Han (Südkorea), Igor Lakić (Serbien), Tomoko Konno (Japan/Indonesien), Ariadne Arendt (Montenegro/Großbritannien), Valentina Savić (Serbien), Kate Roberts (USA), Modisa Motsomi (Botswana/Südafrika), Dušan Zubčić (Serbien)        | 2018      |
| Delia Maxim (Deutschland/Rumänien), Ahryun Lee (Deutschland/Korea), Lee Cheuk Wun Sharon (Hong Kong), Bastienne Kramer (Niederlande), Russ Orlando (USA), Asana Fujikawa (Deutschland/Japan), Hoda Ahmed Ragaa Hashem (Ägypten), Natas Setiabudhi (Indonesien), Eugenia Bracony (Argentinien), Neha Kudchadkar (Indien) | 2017      |
| Katharina Kiebacher (Deutschland), Veljko Zejak (Serbien), Ray Chen (USA), Keiyona Constanze Stumpf (Deutschland), Sadia Salim (Pakistan), Ana Vujovic (Serbien), Susanne Ring (Deutschland), Kristina Rutar (Slowenien), Maria Geszler Garzuly (Ungarn), Tana West (Großbritannien)                                    | 2016      |
| Zia Fauziana (Indonesien), Cori Crumrine (USA), Irina Razumovskaya (Russland), Lucie Libotte (Großbritannien), Santiago Lena (Argentinien), Emily Stapleton-Jefferis (Großbritannien), Rhiannon Ewing-James (Dänemark/Nordirland), Yuri Fukuoa (Japan), Ewa Wesolowska (Polen), Lena Buhrmann (Deutschland)             | 2015      |
| Lydia Hardwick (Großbritannien), Serena Zanardi (Italien), Zsiri Melinda Dempsey (Ungarn), Pablo Ponce (Argentinien), Lisa Selby (Großbritannien), Dušan Rodić (Serbien), Eva Masterman (Großbritannien), Tina Zlatina (Bulgarien), Caroline Tattersall (Großbritannien), Jamie Lyn Morrow (USA)                        | 2014      |
| Giorgio di Palma (Italien), Ismet Yüksel (Türkei), Mimi McPartlan (USA), Steve Belz (USA), Iva Kukuric (Serbien), Marc Leuthold (USA), Elvan Serin (Türkei), Stephanie Link (Deutschland), Louise Sille Krogh-Jacobsen (Dänemark), Wang Qi (China)                                                                      | 2013      |
| Danijela Pivašević-Tenner | 2009–2012 |
| Susanne Meissner | 2006–2009 |
| Roswitha Winde | 2001–2004 |
| Kap-Sun Hwang | 1998–2000 |
| Si-Sook Kang | 1995–1998 |
| Eva Koj | 1992–1995 |
| Nikolaus Gierend und Sigrun Wassermann | 1990–1992 |
| Susanne Kallenbach | 1987–1990 |
| Karina Klamp | 1986–1989 |

## Internationales Keramiksymposium Neumünster
Vom 30. August bis 19. September 2010 fand im Keramikkünstlerhaus Neumünster unter dem Titel „trans | formation“ das erste Internationale Keramiksymposium Neumünster im Rahmen des Kulturfestival Kunstflecken statt. Das Kunsthistorische Institut der Christian-Albrechts-Universität zu Kiel und die Muthesius Kunsthochschule Kiel begleiteten das Symposium wissenschaftlich. Die Werke, die während des Symposiums entstanden, wurden im Keramikkünstlerhaus Neumünster und anschließend im Landesmuseum Schloss Gottorf gezeigt.